# Communauté de communes de la Marche Berrichonne
La communauté de communes de la Marche Berrichonne est une communauté de communes française, située dans le département de l'Indre, en région Centre-Val de Loire.

## Historique
La communauté de communes fut créée le 18 décembre 2006.
Elle n'a pas été concernée par les dispositions de la loi portant nouvelle organisation territoriale de la République (Loi NOTRE de 2015), qui prévoit de manière générale que les intercommunalités à fiscalité propre doivent dépasser 15 000 habitants. En effet, la  communauté de communes de la Marche Berrichonne  a bénéficié, avec sa population municipale de 5 839 habitants,  de la dérogation prévue à l'article 33 I 3 de la loi, prévoyant que ce seuil est abaissé à 5 000 habitants pour les intercommunalités « dont la densité démographique est inférieure à la moitié de la densité nationale, au sein d'un département dont la densité démographique est inférieure à la densité nationale », ce qui est le cas de l'Indre avec ses 33,6 habitants par km², comparés à la densité nationale de 103,4 habitants.

## Territoire communautaire

### Géographie
La communauté de communes se trouve dans le sud du département et dispose d'une superficie de 284,20 km2.
En 2020, elle s'étend sur neuf<, communes du canton de Neuvy-Saint-Sépulchre.

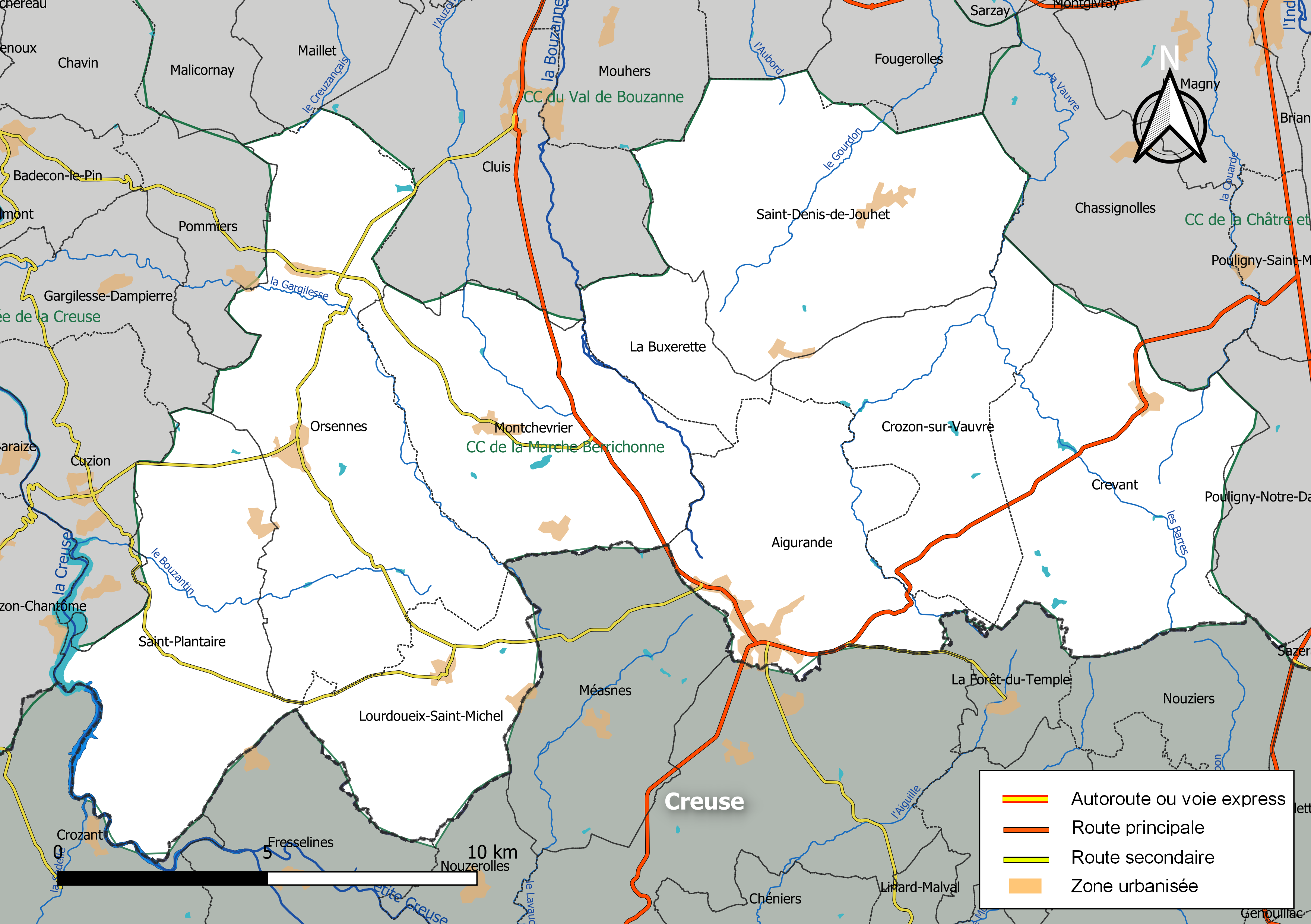
Carte de la communauté de communes de la Marche berrichonne au 1er janvier 2019.

### Composition
La communauté de communes est composée des 9 communes suivantes :

| Nom                     | Code Insee | Gentilé              | Superficie (km2) | Population (dernière pop. légale) | Densité (hab./km2) |
| ----------------------- | ---------- | -------------------- | ---------------- | --------------------------------- | ------------------ |
| Aigurande (siège)       | 36001      | Aigurandais          | 27,77            | 1 329 (2022)                      | 48                 |
| La Buxerette            | 36028      | Buxerettois          | 10,99            | 111 (2022)                        | 10                 |
| Crevant                 | 36060      | Crevandiaux          | 36,54            | 706 (2022)                        | 19                 |
| Crozon-sur-Vauvre       | 36061      | Crozonnais           | 27,69            | 331 (2022)                        | 12                 |
| Lourdoueix-Saint-Michel | 36099      | Lourdoueisiens       | 19,67            | 303 (2022)                        | 15                 |
| Montchevrier            | 36126      | Montcabriens         | 34,7             | 448 (2022)                        | 13                 |
| Orsennes                | 36146      | Orsennais            | 49,28            | 705 (2022)                        | 14                 |
| Saint-Denis-de-Jouhet   | 36189      | Dionisiens           | 43,48            | 969 (2022)                        | 22                 |
| Saint-Plantaire         | 36207      | Saint-Pantaléonniens | 34,07            | 602 (2022)                        | 18                 |

### Démographie
| 1968  | 1975  | 1982  | 1990  | 1999  | 2006  | 2011  | 2016  |
| ----- | ----- | ----- | ----- | ----- | ----- | ----- | ----- |
| 9 872 | 8 798 | 8 049 | 7 159 | 6 209 | 6 100 | 5 878 | 5 727 |

## Administration

### Siège
Le siège de la communauté de communes est à Aigurande, 8 rue Jean Marien-Messant,.

### Élus
La communauté de communes est gérée par un conseil communautaire composé, pour la mandature 2014-2020, de 28 membres, répartis comme suit :

- 6 délégués pour Aigurande ;

- 4 délégués pour Saint-Denis-de-Jouhet ;

- 3 délégués pour Crevant, Montchevrier, Orsennes et Saint-Plantaire ; 

- 2 délégués pour La Buxerette, Crozon-sur-Vauvre,  et Lourdoueix-Saint-Michel
Pour tenir des évolutions démographiques des communes, la composition du conseil communautaire est remaniée à compter des élections municipales de 2020 dans l'Indre, avec un nombre de sièges réduit à 26 conseillers répartis comme suit : 

- 6 délégués pour Aigurande ;

- 4 délégués pour Saint-Denis-de-Jouhet ;

- 3 délégués pour Orsennes, Crevant et Saint-Plantaire ; 

- 2 délégués pour Montchevrier,Crozon-sur-Vauvre et Lourdoueix-Saint-Michel ; 
- 1 délégué ou son suppléant pour La Buxerette.
À la suite des élections municipales de 2014 dans l'Indre, Le conseil communautaire du 17 avril 2014 a réélu son président, Pascal Courtaud et désigné ses trois vice-présidents qui sont (commission ?) : 
1. Jean-Michel Degay, maire d'Aigurande  ;
2. André Garry, maire de Lourdoueix-Saint-Michel  ;
3. Michel Pirot, maire de Crevant.

Ils forment ensemble l'exécutif de l'intercommunalité pour le mandat 2014-2020,.

### Liste des présidents
| Période          | Période  | Identité        | Étiquette | Qualité                                                   |
| ---------------- | -------- | --------------- | --------- | --------------------------------------------------------- |
| 18 décembre 2006 | En cours | Pascal Courtaud | PS        | Maire (1995 → 2014) puis Conseiller municipal d'Aigurande |

### Compétences
L'intercommunalité exerce les compétences qui lui ont été transférées par les communes membres dans les conditions déterminées par le code général des collectivités territoriales,, comme :
- la collecte et traitement des ordures ménagères ;
- l'atelier relais de Saint-Denis-de-Jouhet et cuisine centrale de Saint-Plantaire ;
- les transports scolaires et gymnase ;
- le syndicat d'initiative et parc des Parelles ;
- l'aménagement de l'espace (réserves foncières) ;
- la création de zones artisanales et industrielles et construction de bâtiments ;
- les énergies renouvelables (zones de développement de l'éolien) ;
- la maison médicale ;
- la maison des services à la population ;
- le multi-Accueil petite enfance ;
- les dojos à Aigurande et Orsennes ;
- les structures d'hébergements pour personnes âgées ou handicapées ;
- l'aménagement des centre-bourgs.

### Régime fiscal et budget
La communauté de communes est un établissement public de coopération intercommunale à fiscalité propre.
Afin de financer l'exercice de ses compétences, la communauté de communes perçoit une fiscalité additionnelle aux impôts locaux des communes, avec fiscalité professionnelle de zone (FPZ ) et sans fiscalité professionnelle sur les éoliennes (FPE).
L'établissement perçoit la redevance d'enlèvement des ordures ménagères (REOM). En revanche elle ne perçoit pas de bonifocation de la dotation globale de fonctionnement (DGF).
Elle ne verse pas de dotation de solidarité communautaire (DSC) à ses communes membres.
|                        | 2010      | 2011      | 2012      | 2013      | 2014        | 2015        | 2016        | 2017 | 2018        | 2019        |
| Budgets fonctionnement | 121 948 € | 209 086 € | 176 474 € | 305 228 € | 1 959 412 € | 2 036 590 € | 2 424 804 € | ? €  | 2 523 280 € | 2 909 949 € |
| Budgets investissement | 38 873 €  | 119 598 € | 119 312 € | 206 745 € | 1 686 230 € | 1 408 568 € | 2 255 958 € | ? €  | 3 523 432 € | 3 565 961 € |
| Budgets total          | 160 821 € | 328 684 € | 295 786 € | 511 973 € | 3 645 642 € | 3 445 158 € | 4 680 762 € | ? €  | 6 046 712 € | 6 475 910 € |

### Identité visuelle
Logos successifs de la communauté de communes.

Le logo depuis 2006.

## Projets et réalisations
- Salle multisports d'Orsennes.